# 毛蕗蕨
毛蕗蕨（学名：Hymenophyllum exsertum）为膜蕨科膜蕨属下的一个种。